# (785) Цветана
(785) Цветана (лат. Zwetana) — астероид главного пояса, который принадлежит к спектральному классу M. Он был открыт 30 марта 1914 года немецким астрономом Адамом Массингером в обсерватории Гейдельберга и назван в честь Цветаны Поповой, дочери жителя Софии академика профессора Кирилла Попова.

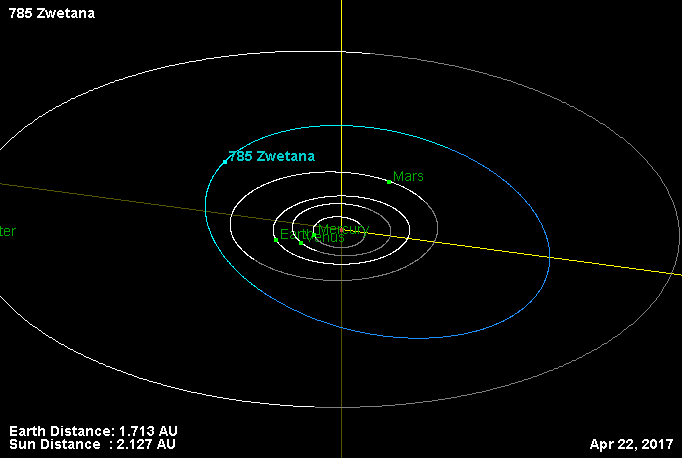
Орбита астероида Цветана и его положение в Солнечной системе

Наблюдениями обнаружены значительные неоднородности в распределении химико-минералогического состава поверхностного вещества астероида, проявляющиеся при разных фазах вращения.